# جورج شحادة
جورج شحادة (1905 - 1989) هو شاعر ومسرحي لبناني كتب باللغة الفرنسية (فرانكوفوني). يعد أحد أبرز الشعراء وكتاب المسرح الفرانكفونيين وأكثرهم تأثيرا عاش مع السرياليين في باريس وامتدحه كبار الشعراء الفرنسيين.

## نبذة
ولد جورج شحاده في الإسكندرية (مصر) عام 1905 من عائلة لبنانية أرثوذكسية مهاجرة إلى مصر. في عام 1920 عاد والده إلى لبنان بسبب فشله في أعماله. التحق جورج بالجامعة طالبا في تخصص لحقوق. ومن ثم عمل أميناً عاماً لمدرسة الآداب العليا في بيروت، ثم مستشاراً فنياً في السفارة الفرنسية فيها. وبالرغم من تمكنه من اللغة العربية فإن شحادة كان لا يستعمل غير اللغة الفرنسية في كتاباته. منذ منتصف العشرينيات كان قد شرع في نشر بعض الأعمال الشعرية. وفي سنة 1933 تعرف في فرنسا على شعراء كبار مثل سان جون بيرس وماكس جاكوب وجول سيبرفييل وكذلك على تيار السريالية الذي مثل حافزا حاسما بالنسبة إليه. تلت ذلك منذ سنة 1951 مرحلة النجاحات التي حققتها أعماله المسرحية التي كان قد ألّفها قبل الحرب. في سنة 1969 عاد إلى بيروت لكنه غادر لبنان مجددا سنة 1977 بسبب الحرب الأهلية. في سنة 1986 منحته الأكاديمية الفرنسية جائزة الفرانكوفونية الكبرى،

## وفاته
توفي شحادة عام 1986 في باريس ودفن في مقبرة مونبارناس بباريس.

## أعماله

### أشعاره
- مجموعه الشعرية “شرارة” عام 1928
- سبعة مجلدات من الأشعار عرفت ب Poésies I – VII نشرت بين 1938 و1949

### مسرحياته
- “مستر بويل"، 1951
- "سهرة الأمثال"، 1954
- "قصة فاسكو"،"، 1960
- "زهور البنفسج"، 1960"، 1960
- "مهاجر برسيبان"، 1965

ويقال أنه ترك عددا هائلا من الأعمال غير المنشورة (مسرحيات وقصائد من فترة البدايات ونصوصا نقدية ورسائل).

## وصلات خارجية
- جورج شحادة على موقع IMDb (الإنجليزية)
- جورج شحادة على موقع ميوزك برينز (الإنجليزية)
- جورج شحادة على موقع ديسكوغز (الإنجليزية)
- جورج شحاده بصمات إبداعية على الشعر والمسرح العالميين - مجلة الجيش، العدد 203 - May, 2002
- كتاب في جريدة - الأعمال الشعرية